# Cratere Rani
Rani  è un cratere sulla superficie di Venere.